# Kyo (artist)
Kyo (japanska: 京?, Kyō), född den 16 februari 1976 i Kyoto, är en japansk musiker. Han är sångare i de japanska banden Dir en grey, Sukekiyo och Petit Brabancon.
Kyo var en av grundarna i visual kei bandet La:Sadies. Kyo var en del av La:Sadies från mitten av november 1995 till femtonde januari 1997.

## Diskografi
- 1997 – Missa (Minialbum)
- 1999 – Gauze
- 2000 – Macabre
- 2001 – -KAI- (Remixalbum)
- 2002 – Kisou
- 2002 – six Ugly (Minialbum)
- 2003 – Vulgar
- 2005 – Withering to Death.
- 2008 – Uroboros
- 2011 – Dum Spiro Spero
- 2013 – The Unraveling (Minialbum)
- 2014 – Arche
- 2018 – The Insulated World
- 2022 – Phalaris